# Очень плохие мамочки
«Очень плохие мамочки» (англ. Bad Moms) — американская кинокомедия 2016 года от режиссёров и сценаристов Джона Лукаса и Скотта Мура. Премьера фильма состоялась 18 июля 2016 года в Нью-Йорке, а в прокат кинолента попала с 29 июля. В украинский прокат фильм попал 25 августа того же года. Релиз кинокартины в России состоялся 1 сентября 2016 года.

## Сюжет
Быть идеальной матерью, прекрасной и любящей женой и при этом еще успевать делать карьеру... очень непросто. И стоит немного расслабиться, как тебе сразу напоминают о твоих обязанностях. Почему только мужчины имеют право развлекаться? Сколько же можно это терпеть?! Пора команде отчаянных мамочек пуститься во все тяжкие.

## В ролях
| Актёр               | Роль            | Русский дубляж        |
| ------------------- | --------------- | --------------------- |
| Мила Кунис          | Эми Митчелл     | Ирина Киреева         |
| Кэтрин Хан          | Карла Дунклер   | Инна Королёва         |
| Кристен Белл        | Кики            | Василиса Воронина     |
| Кристина Эпплгейт   | Гвендолин       | Елена Шульман         |
| Джада Пинкетт Смит  | Стэйси          | Екатерина Виноградова |
| Энни Мумоло         | Викки           | Анастасия Лапина      |
| Уна Лоуренс         | Джейн           | Анна Драгилева        |
| Эмджей Энтони       | Дилан           | Степан Студилов       |
| Дэвид Уолтон        | Майк            | Сергей Смирнов        |
| Кларк Дьюк          | Дейл Киплер     | Илья Хвостиков        |
| Джей Эрнандес       | Джесси Харкнесс | Дмитрий Поляновский   |
| Уенделл Пирс        | Дэрил Берр      | Александр Новиков     |
| Леа МакКендрик      | Шэрон           |                       |
| Меган Фергюсон      | Тесса           | Ольга Сирина          |
| Лайл Брокато        | Кент            | Антон Савенков        |
| Ванда Сайкс         | доктор Карл     | Людмила Ильина        |
| Кейд Мэнсфилд Кукси | Джексон         | Александр Шестопалов  |

В фильме эпизодическую роль сыграла и певица Кеша, однако в окончательную версию фильма кадры с ней не вошли.

## Производство
30 апреля 2015 года стало известно о том, что сценаристы Джон Лукас и Скотт Мур задумали снять женскую комедию. На главную роль была приглашена Лесли Манн, в качестве продюсерских центров выступили Block Entertainment во главе с Биллом Блоком, Apatow Productions’ — с Джаддем Апатоу, а в качестве исполнительного продюсера был Джон Фридберг.
Съёмки были запланированы на лето 2015 года и проходить на территории Нью-Йорка. Предварительной датой премьеры стало 15 апреля 2016 года.
8 мая 2015 года студия Paramount Pictures приобрела права на распространение фильма. Фильм был продан различным дистрибьюторам на Каннском фестивале в 2015 году. 1 июня из-за разногласий проект покинула компания Apatow Productions’, вместе с четой Джадда Апатоу и Лесли Манн. 26 октября того же года к проекту присоединились компания STX Entertainment и продюсер Сюзанн Тодд, в то же самое время были найдены актрисы для главных ролей — Мила Кунис, Кристина Эпплгейт и Кристен Белл. 11 января 2016 года в проект вступили Джада Пинкетт Смит и Кэтрин Хан.
Полноценные съёмки начались 11 января 2016 года в Новом Орлеане и завершились 1 марта того же года.
12 апреля 2016 года на CinemaCon — 2016 компанией STX Entertainment был презентован первый тизер киноленты. 1 июля уже вышел второй трейлер фильма, на этот раз с пометкой «без цензуры».

### Съёмочная группа
- Режиссёры — сценаристы:
  - Джон Лукас
  - Скотт Мур
- Продюсеры:
  - Билл Блок
  - Сюзанн Тодд
- Исполнительные продюсеры:
  - Орен Авив
  - Адам Фогельсон
  - Марк Камине и др.
- Оператор — Джим Дено
- Композитор — Кристофер Леннерц
- Художник:
  - постановщик — Марсия Хиндс
  - по костюмам — Джулия Кэстон

## Критика
По итогам опроса компанией CinemaScore, все зрители после сеанса давали фильму лишь оценку «А» (5 из 5).
Рецензент портала Фильм.ру, Борис Хохлов, отметил, что в фильме «есть всё, что нужно современной „взрослой“ комедии», однако, по мнению критика, отсутствует оригинальность. По мнению обозревателя, в фильме присутствует крайний сексизм, потому что «мужчины в фильме – тряпки, инфантилы» и т. д., но в итоге критик похвалил фильм: «замечательный саундтрек, встречаются удачные шутки, есть хороший драйв и периодически за искусственной голливудской просчитанностью всё-таки пробивается что-то такое искреннее и настоящее».
Обозреватель информационного портала Афиша, Сергей Оболонков, довольно нейтрально оценил комедию, выделив в ней все плюсы и минусы и оценив фильм на 7 баллов из 10. Также свою нейтральность выразили критики таких сайтов, как «365», The Village, «Киноафиша» и Life.

## Коммерческий успех
За первый уик-энд картина собрала 23,4 млн. долларов при бюджете в 20 млн. долларов. За первый месяц в США и Канаде комедия собрала почти 107 млн. долларов. В общем прокате фильм собрал более 180 млн. долларов. Благодаря успеху кинокартины, Мила Кунис заняла пятую строчку в списке самых высокооплачиваемых актрис Forbes.

### Награды
| Год  | Премия                 | Номинация                  | Результат |
| ---- | ---------------------- | -------------------------- | --------- |
| 2017 | People's Choice Awards | «Любимый комедийный фильм» | Победа    |